# Ричу
Ричу (рум. Râciu) — село у повіті Муреш в Румунії. Адміністративний центр комуни Ричу.
Село розташоване на відстані 283 км на північний захід від Бухареста, 20 км на північний захід від Тиргу-Муреша, 61 км на схід від Клуж-Напоки, 148 км на північний захід від Брашова.

## Населення
За даними перепису населення 2002 року у селі проживали 1509 осіб.
Національний склад населення села:
| Національність | Кількість осіб | Відсоток |
| -------------- | -------------- | -------- |
| румуни         | 1329           | 88,1%    |
| цигани         | 165            | 10,9%    |
| угорці         | 15             | 1,0%     |

Рідною мовою назвали:
| Мова      | Кількість осіб | Відсоток |
| --------- | -------------- | -------- |
| румунська | 1495           | 99,1%    |
| угорська  | 14             | 0,9%     |